# Choi Kyu-hah
En aquest nom coreà, el cognom és Choi.
Choi Kyu-hah   (Wonju, 16 de juliol de 1919 - Seül, 22 d'octubre de 2006) va ser un polític i diplomàtic sud-coreà que va exercir com a president de Corea del Sud des de 1979 fins a 1980.

## Biografia
Kyu-hah va néixer a Wonju, província de Gangwon-do, durant l'ocupació japonesa de Corea. Va cursar els seus estudis a Seül i després va marxar al Japó per a ingressar en la Universitat de Tsukuba. En tornar a Corea va trobar ocupació com a professor en la Universitat de Seül, però en 1946 va passar a treballar per a l'administració de Corea del Sud.
Era excel·lent en lingüística i parlava anglès sense problemes. Després de Syngman Rhee, que va utilitzar l’anglès com a primera llengua, també es considera el segon president més competent en anglès.
Durant el govern el Syngman Rhee va exercir labors diplomàtiques del nou estat. Després de l'ascens al poder de Park Chung-hee, va ser ascendit en les seves responsabilitats: va exercir com a ministre d'Afers exteriors entre 1967 i 1971, i després va assumir el càrrec de primer ministre des de 1975 fins a 1979.
El 26 d'octubre de 1979, el president Park Chung-hee va ser assassinat en un atemptat i Kyu-hah, en ser llavors primer ministre, va haver d'assumir el càrrec de president en funcions. El seu mandat presidencial va quedar ratificat amb unes eleccions al desembre en les quals va ser únic candidat. En resposta a les mobilitzacions socials contra Chung-hee, el nou president va decretar la fi de la llei marcial, va promulgar una amnistia per a presos polítics i va prometre reformes democràtiques.
No obstant això, el poder de Kyu-hah estava molt limitat per la influència de l'Exèrcit de la República de Corea, les faccions de la qual competien entre si. Sis dies després d'assumir el càrrec es va produir el cop d'estat del 12 de desembre dins de l'alt comandament militar, que va resultar en l'ascens de facto del general Chun Doo-hwan. L’abril de 1980, els militars van exigir al president que designés a Doo-hwan director de l'Agència Central d'Intel·ligència Coreana (KCIA).
La creixent pressió militar sobre el govern i les manifestacions estudiantils van acabar provocant la caiguda del president. El maig de 1980 es va produir l'aixecament de Gwangju, al qual Doo-hwan va respondre amb la llei marcial en tot el país i la consegüent repressió dels manifestants, amb almenys 450 morts. Kyu-hah va ser obligat a dimitir el 15 d'agost d'aquest mateix any i es van convocar eleccions presidencials en les quals Chun Doo-hwan va ser l'únic candidat, iniciant així el seu període de vuit anys al capdavant de Corea del Sud.
Kyu-hah es va apartar de la vida pública després de la seva renúncia. Va morir el 22 d'octubre de 2006, a 87 anys, víctima d'una malaltia de les artèries coronàries, i va ser enterrat en el Cementiri Nacional de Daejeon.